# Dalbergia henryana
Dalbergia henryana är en ärtväxtart som beskrevs av David Prain. Dalbergia henryana ingår i släktet Dalbergia, och familjen ärtväxter. Inga underarter finns listade i Catalogue of Life.